# Philippe Fargeon
(René Girard)
Philippe Fargeon (Ambilly, 24 giugno 1964) è un ex calciatore francese, di ruolo attaccante.

## Carriera

### Club
Inizia la sua carriera all'età di sei anni nelle giovanili del Étoile Carouge, in Svizzera. A 18 anni debutta in 1ª Lega, con Gérard Castella allenatore del Bellinzona. Nella stagione 1983-1984 il club fu promosso in Lega Nazionale B, e Fargeon fu notato da Guy Roux, dell'Auxerre.
Si trasferì dunque all'Auxerre, ove trovò la concorrenza di Pascal Vahirua, Roger Boli e Patrice Garande. Dopo una stagione tornò in Svizzera e firmò per il Bellinzona, allenato da Peter Pazmandy. Grazie ai suoi 24 gol in 28 partite, la sua squadra chiuse il campionato al secondo posto in classifica, venendo promossa in Lega Nazionale A. Nella stagione successiva mette a segno 10 gol in 14 partite.
Nel dicembre del 1986 Didier Couécou, direttore sportivo del Bordeaux, lo contattò per rinforzare l'attacco della propria squadra. Un giorno dopo il suo acquisto, il 5 dicembre 1986, debuttò in Division 1 nella vittoria casalinga per 3-0 contro il Lilla, aprendo le marcature al 21º minuto. In coppa il Bordeaux affrontò il Marsiglia in finale; ancora una volta fu Fargeon a segnare il primo gol (14º minuto). La partita finì 2-0 e il Bordeaux vinse la coppa. In Coppa delle Coppe il Bordeaux avanzò fino alla semifinale contro il Lokomotiv Lipsia. Dopo cinque rigori e un errore per parte, Zlatko Vujović e Fargeon si rifiutarono di tirare il rigore il settimo tiro, e Zoran Vujović dovette incaricarsi di battere il rigore; il portiere tedesco lo parò, qualificando la sua squadra.
Nel 1988-1989 tornò in Svizzera, nel Servette. Non riuscì però ad integrarsi in una rosa che ha già come attaccanti Karl-Heinz Rummenigge e John Eriksen: nel novembre del 1988 andò a giocare al Tolone, sotto richiesta dell'allenatore Rolland Courbis; segnò 5 gol in 21 partite. Tornò in seguito al Servette per 1,5 milioni di franchi svizzeri, su richiesta del nuovo tecnico Peter Pazmandy. Nel 1992 andò al Chiasso, e due anni dopo terminò la sua carriera.
Tornò poi a Bordeaux, dove entra a far parte della Camera del Commercio e dell'Industria in vista del Mondiale 1998 in Francia e nel gennaio 1999 diviene capo della sponsorizzazione di AB Sports.

### Nazionale
Debuttò con la sua Nazionale il 16 giugno 1987 nella sconfitta fuori casa per 2-0 contro la Norvegia. Segnò il primo gol in Nazionale il 14 ottobre 1987 nel pareggio casalingo per 1-1 contro la Norvegia, in cui apre le marcature al 63' dopo un uno-due con Éric Cantona. L'ultima partita in Nazionale risale al 27 aprile 1988, nella vittoria fuori casa per 0-1 contro l'Irlanda del Nord.

## Statistiche

### Presenze e reti nei club
| Stagione          | Squadra           | Campionato        | Campionato | Campionato | Coppe nazionali | Coppe nazionali | Coppe nazionali | Coppe continentali | Coppe continentali | Coppe continentali | Altre coppe | Altre coppe | Altre coppe | Totale | Totale |
| Stagione          | Squadra           | Comp              | Pres       | Reti       | Comp            | Pres            | Reti            | Comp               | Pres               | Reti               | Comp        | Pres        | Reti        | Pres   | Reti   |
| ----------------- | ----------------- | ----------------- | ---------- | ---------- | --------------- | --------------- | --------------- | ------------------ | ------------------ | ------------------ | ----------- | ----------- | ----------- | ------ | ------ |
| 1985-1986         | Bellinzona        | LNB               | 28         | 24         | CS              | ?               | ?               | -                  | -                  | -                  | -           | -           | -           | 28     | 24     |
| 1986-1987         | Bellinzona        | LNA               | 14         | 10         | CS              | ?               | ?               | -                  | -                  | -                  | -           | -           | -           | 14     | 10     |
| Totale Bellinzona | Totale Bellinzona | Totale Bellinzona | 42         | 34         |                 | ?               | ?               |                    | -                  | -                  |             | -           | -           | 42     | 34     |
| 1986-1987         | Bordeaux          | D1                | 18         | 15         | CF              | 10              | 4               | CdC                | 4                  | 1                  | -           | -           | -           | 32     | 20     |
| 1987-1988         | Bordeaux          | D1                | 36         | 13         | CF              | 1               | 1               | UCL                | 5                  | 0                  | -           | -           | -           | 42     | 14     |
| 1988              | Servette          | LNA               | 11         | 4          | CS              | ?               | ?               | CU                 | 1                  | 0                  | -           | -           | -           | 12     | 4      |
| 1988-1989         | Tolone            | D1                | 16         | 4          | CF              | 5               | 1               | -                  | -                  | -                  | -           | -           | -           | 21     | 5      |
| 1989-1990         | Servette          | LNA               | 24         | 3          | CS              | ?               | ?               | -                  | -                  | -                  | -           | -           | -           | 24     | 3      |
| Totale Servette   | Totale Servette   | Totale Servette   | 33         | 11         |                 | ?               | ?               |                    | 1                  | 0                  | -           | -           | -           | 34     | 11     |
| 1990-1991         | Bordeaux          | D1                | 24         | 3          | CF              | 0               | 0               | CU                 | 1                  | 0                  | -           | -           | -           | 25     | 3      |
| 1991-1992         | Bordeaux          | D2                | 20         | 1          | CF              | 0               | 0               | -                  | -                  | -                  | -           | -           | -           | 20     | 1      |
| Totale Bordeaux   | Totale Bordeaux   | Totale Bordeaux   | 98         | 32         |                 | 11              | 5               |                    | 4+5+1              | 1+0+0              |             | -           | -           | 119    | 38     |
| 1992-1993         | Chiasso           | LNA               | 19         | 3          | CS              | ?               | ?               |                    | -                  | -                  | -           | -           | -           | 19     | 3      |
| Totale carriera   | Totale carriera   | Totale carriera   | 208        | 84         |                 | 16              | 6               |                    | 11                 | 1                  |             | -           | -           | 235    | 91     |

### Cronologia presenze e reti in Nazionale
| Cronologia completa delle presenze e delle reti in nazionale ― Francia | Cronologia completa delle presenze e delle reti in nazionale ― Francia | Cronologia completa delle presenze e delle reti in nazionale ― Francia | Cronologia completa delle presenze e delle reti in nazionale ― Francia | Cronologia completa delle presenze e delle reti in nazionale ― Francia | Cronologia completa delle presenze e delle reti in nazionale ― Francia | Cronologia completa delle presenze e delle reti in nazionale ― Francia | Cronologia completa delle presenze e delle reti in nazionale ― Francia |
| Data                                                                   | Città                                                                  | In casa                                                                | Risultato                                                              | Ospiti                                                                 | Competizione                                                           | Reti                                                                   | Note                                                                   |
| ---------------------------------------------------------------------- | ---------------------------------------------------------------------- | ---------------------------------------------------------------------- | ---------------------------------------------------------------------- | ---------------------------------------------------------------------- | ---------------------------------------------------------------------- | ---------------------------------------------------------------------- | ---------------------------------------------------------------------- |
| 16-6-1987                                                              | Oslo                                                                   | Norvegia                                                               | 2 – 0                                                                  | Francia                                                                | Qual. Euro 1988                                                        | -                                                                      |                                                                        |
| 9-9-1987                                                               | Mosca                                                                  | Unione Sovietica                                                       | 1 – 1                                                                  | Francia                                                                | Qual. Euro 1988                                                        | -                                                                      |                                                                        |
| 14-10-1987                                                             | Parigi                                                                 | Francia                                                                | 1 – 1                                                                  | Norvegia                                                               | Qual. Euro 1988                                                        | 1                                                                      |                                                                        |
| 18-11-1987                                                             | Parigi                                                                 | Francia                                                                | 0 – 1                                                                  | Germania Est                                                           | Qual. Euro 1988                                                        | -                                                                      |                                                                        |
| 2-2-1988                                                               | Tolosa                                                                 | Francia                                                                | 2 – 1                                                                  | Svizzera                                                               | Amichevole                                                             | 1                                                                      |                                                                        |
| 5-2-1988                                                               | Monaco                                                                 | Francia                                                                | 2 – 1                                                                  | Marocco                                                                | Amichevole                                                             | -                                                                      |                                                                        |
| 27-4-1988                                                              | Belfast                                                                | Irlanda del Nord                                                       | 0 – 1                                                                  | Francia                                                                | Amichevole                                                             | -                                                                      |                                                                        |
| Totale                                                                 |                                                                        | Presenze                                                               | 7                                                                      |                                                                        | Reti                                                                   | 2                                                                      |                                                                        |

## Palmarès

### Club

#### Competizioni nazionali
- Ligue 1: 1

Bordeaux: 1986-1987
- Ligue 2: 1

Bordeaux: 1991-1992
- Coppa di Francia: 1

Bordeaux: 1986-1987